# Oku Yasukata
Oku Yasukata (奥 保鞏?; Kokura, 5 gennaio 1847 – Tokyo, 19 luglio 1930) è stato un militare giapponese, nominato Maresciallo nel 1911 ed insignito di importanti onorificenze e titoli nobiliari.

## Biografia

### Primi anni
Nato a Kokura (attuale Kitakyūshū) in una famiglia di samurai nella Provincia di Buzen, Oku si unì alle forze militari della vicina signoria dei Chōshū nella loro lotta contro lo Shogunato Tokugawa, appoggiando il Rinnovamento Meiji.

### Carriera militare
Nominato comandante del neonato Esercito Imperiale Giapponese Oku ha combattuto contro gli insorti nella Ribellione di Saga del 1871, in seguito si mise in mostra partecipando alla spedizione di Taiwan del 1874. Durante la Ribellione di Satsuma difese il castello di Kumamoto in qualità di comandante del 13º reggimento di fanteria.
Durante la prima guerra sino-giapponese Oku prese il posto del generale Nozu Michitsura al comando della quinta divisione dell'esercito imperiale, poi fu promosso a comandante della Guardia Imperiale Giapponese e governatore generale della difesa di Tokyo. Per i servizi resi alla nazione in queste vesti ottenne anche il titolo nobiliare di danshaku (equivalente al barone europeo), fu infine elevato grado di generale dell'esercito giapponese nel 1903.
Durante la guerra russo-giapponese Oku era il comandante della seconda armata e fu protagonista di primo piano nella Battaglia di Nanshan, Battaglia di Shaho e nella Battaglia di Mukden. In seguito al grande successo della campagna contro i russi nel 1906 gli fu conferito anche l'Ordine del Nibbio d'oro e l'anno successivo fu elevato al rango di hakushaku (equivalente al conte europeo). A coronamento della sua carriera militare ricevette il rango onorario di Maresciallo al momento del congedo nel 1911.

### Ultimi anni
Nonostante molti pensassero che avrebbe avuto successo (per via dei suoi trascorsi militari) se dopo il congedo si fosse dato alla politica, Oku non manifestò mai interesse di dedicarsi alla vita politica, pertanto si ritirò a vita privata e di lui non si sentì più parlare fino a quando morì a Tokyo nel 1930. Quando i giornali diedero la notizia del suo decesso molti si stupirono convinti che fosse già deceduto da anni.